# Антонов, Константин Михайлович (Герой Советского Союза)

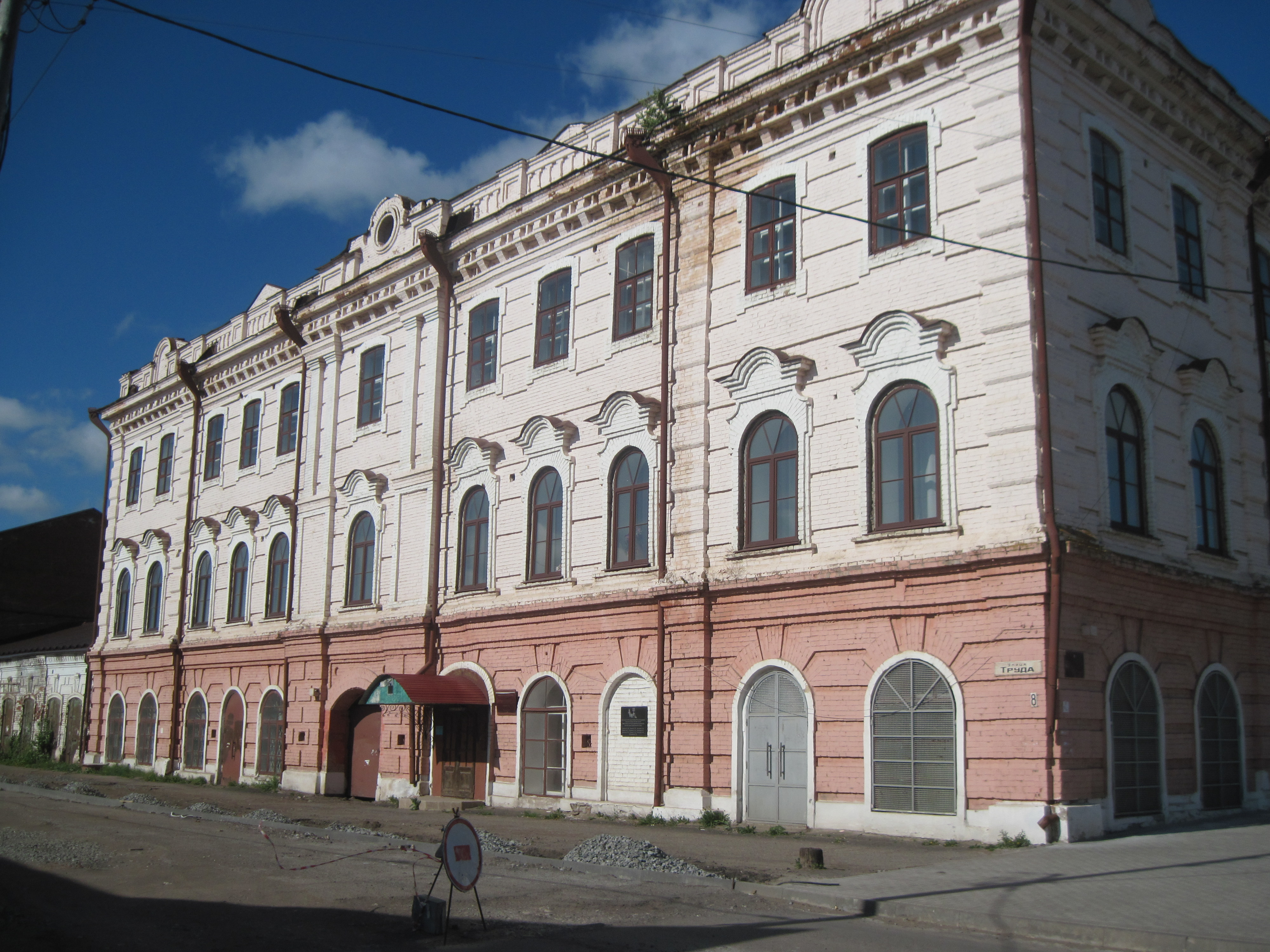
Бывшее Смоленское военное пехотное училище, Удмуртская Республика, город Сарапул, ул.Труда, 8; видна мемориальная доска.

Константи́н Миха́йлович Анто́нов (26 мая 1922, Луцкое, Чувашская автономная область — 23 марта 1944, Казацкое, Одесская область) — советский военный. Участник Великой Отечественной войны. Герой Советского Союза (1944). Гвардии младший лейтенант.

## Биография
Константин Михайлович Антонов родился 26 мая 1922 года в крестьянской семье в селе Луцкое Кошелеевской волости Цивильского уезда Чувашской автономной области РСФСР (ныне Комсомольского муниципального округа Чувашской Республики Российской Федерации). Русский.
Окончил начальную школу в селе Луцкое, затем семилетнюю школу в деревне Александровка. Завершал образование в школе села Комсомольское. После окончания школы планировал поступить в технический институт, но планам помешала война.
В ряды Красной Армии К. М. Антонов был призван Комсомольским районным военкоматом в июне 1941 года. Окончил школу младших командиров, получил воинскую специальность миномётчика. 
Весной 1942 года его направили в 25-ю гвардейскую стрелковую дивизию, которая формировалась в резерве Ставки Верховного Главнокомандования. 12 июля 1942 года дивизия была включена в состав 6-й армии Воронежского фронта. В боях с немецко-фашистскими захватчиками старший сержант К. М. Антонов с 6 августа 1942 года в составе миномётного расчёта миномётной роты 2-го стрелкового батальона 78-го гвардейского стрелкового полка. Боевое крещение принял в оборонительных боях на Дону севернее села Коротояк. В сентябре 1942 года попал в окружение, но сумел пробиться к своим. К декабрю 1942 года Константин Михайлович получил звание гвардии старшины и был переведён на должность старшины миномётной роты. Перед началом зимнего наступления 25-я гвардейская стрелковая дивизия была передана 40-й армии. Гвардии старшина К. М. Антонов отличился во время Острогожско-Россошанской операции. В бою за село Истобное Репьёвского района Воронежской области 17 января 1943 года он под сильным огнём противника организовал доставку боеприпасов на огневые позиции миномётной роты, за что был награждён первой боевой наградой — медалью «За боевые заслуги». Затем Константин Михайлович принимал участие в Воронежско-Касторненской и Харьковской наступательных операциях.
Гвардии старшина К. М. Антонов пользовался большим авторитетом в подразделении. Член ВКП(б) с 1942 года, он активно участвовал в работе партийных организаций батальона и полка. В период оперативной паузы, возникшей на фронтах весной 1943 года, коммунисты полка рекомендовали направить Антонова на курсы младших лейтенантов. Константин Михайлович прошёл ускоренное обучение в Смоленском военном пехотном училище, эвакуированном в город Сарапул Удмуртской АССР, после чего вернулся в свою дивизию, воевавшую в составе 6-й армии Юго-Западного фронта, и был назначен на должность командира миномётного взвода во 2-й стрелковый батальон 78-го гвардейского стрелкового полка. В июле 1943 года младший лейтенант К. М. Антонов был ранен и почти месяц лечился в медсанбате. После выздоровления участвовал в Донбасской операции, в ходе которой в конце сентября 1943 года войска Юго-Западного фронта вышли к Днепру на рубеже Запорожье-Днепропетровск. Штурмовые отряды 6-й армии в ночь с 26 на 27 сентября 1943 года форсировали Днепр и захватили плацдармы у сел Звонецкое и Войсковое. В числе первых переправился на правый берег и гвардии младший лейтенант Антонов со своим взводом. Во время переправы был ранен и выбыл из строя парторг батальона, и коммунист Антонов взял его обязанности на себя. За трое суток боёв за плацдарм бойцы отряда отразили около 20 контратак противника. К. М. Антонов в ходе боёв руководил огнём минометов, а когда требовала обстановка — брался за автомат. В короткие паузы между атаками немцев парторг не забывал и о своих прямых обязанностях: проводил партийные собрания, воодушевлял бойцов, писал листовки. 23 октября 1943 года батальон, выполняя приказ командования, существенно расширил занимаемый плацдарм, уничтожив в ходе боя до 500 солдат и офицеров противника, захватив 10 орудий, 10 миномётов, склады с зерном и другое имущество врага. Двумя днями позже командир полка представил младшего лейтенанта К. М. Антонова к званию Героя Советского Союза. Указ о присвоении звания Героя Советского Союза был подписан 22 февраля 1944 года.
В последующих боях на плацдарме младший лейтенант К. М. Антонов продолжал оставаться в должности парторга 2-го стрелкового батальона. 1 января 1944 года 25-я гвардейская стрелковая дивизия была передана 53-й армии 2-го Украинского фронта, а Константин Михайлович вернулся на должность командира миномётного взвода. Его миномётчики отличились во время Корсунь-Шевченковской операции. При прорыве вражеской обороны на рубеже Бурты-Оситняжка Кировоградской области Украинской ССР миномётный взвод гвардии младшего лейтенанта Антонова подавил 3 огневые точки противника, частично истребил и рассеял до взвода немецкой пехоты, обеспечив продвижение вперёд стрелковых подразделений своего батальона. В период с 26 по 29 января 1944 года 78-й гвардейский стрелковый полк вёл напряжённые бои с контратакующим противником в районе села Капитановка. Благодаря точному и эффективному миномётному огню взвода Антонова, отсекавшему вражескую пехоту от танков, было отражено несколько танковых атак неприятеля. Бойцы Антонова несколько раз обнаруживали и накрывали огнём крупные скопления вражеской пехоты, срывая тем самым готовящиеся контратаки. Пару дней спустя у села Липянка подразделения 2-го стрелкового батальона были контратакованы немецкими танками с десантом на броне. Открыв ураганный огонь из миномётов, бойцы Антонова уничтожили около взвода немецких автоматчиков, чем способствовали удержанию занимаемых батальоном позиций.
Успешно завершив Корсунь-Шевченковскую операцию, войска 2-го Украинского фронта продолжили освобождение Правобережной Украины. Во время Уманско-Ботошанской операции 23 марта 1944 года при отражении контратак противника у села Казацкое Балтского района Одесской области гвардии младший лейтенант К. М. Антонов геройски погиб. Похоронен в селе Казацкое.

## Награды и звания
- Медаль «Золотая Звезда» (22.02.1944)
- Орден Ленина (22.02.1944)
- Орден Красной Звезды (16.02.1944)
- Медаль «За отвагу» (22.12.1943)
- Медаль «За боевые заслуги» (01.02.1943)

## Память
- В селе Казацкое Одесской области Украины установлен памятник Герою Советского Союза К. М. Антонову.
- В селе Комсомольское и деревне Александровка Комсомольского муниципального округа Чувашской Республики Российской Федерации установлены бюсты Героя Советского Союза К. М. Антонова.
- Именем Героя названа улица в селе Луцкое Комсомольского муниципального округа Чувашской Республики Российской Федерации.
- На здании школы в селе Комсомольское, где учился К.М. Антонов, и в родном селе на доме, где жил, установлены мемориальные доски.
- Упомянут на мемориальной доске, установленной на главном корпусе Сарапульского политехнического института (филиала) федерального государственного бюджетного образовательного учреждения высшего образования «Ижевский государственный технический университет имени М.Т. Калашникова». Установлена в 2010 году с 4 фамилиями: Антонов Константин Михайлович, Митькин Борис Викторович, Спицын Спиридон Матвеевич, Теплоухов Михаил Сергеевич[3]; в 2014 году обновлена, стало 10 героев, добавились: Беляев Иван Потапович, Волошин Михаил Евстафьевич, Иванов Михаил Романович, Коновалов Алексей Дмитриевич, Максимов Иван Тихонович, Половинкин Василий Васильевич[4]. Удмуртская Республика, город Сарапул, ул.Труда, 8 — 56°28′35″ с. ш. 53°49′14″ в. д.HGЯO